# Actinote grammica
Actinote grammica är en fjärilsart som beskrevs av Jordan 1913. Actinote grammica ingår i släktet Actinote och familjen praktfjärilar. Inga underarter finns listade i Catalogue of Life.